# Къща на архитект Желязко Рашев
Къщата на архитект Желязко Рашев се намира на ул. „Захари Княжески“ №87 в Стара Загора.
Построена е през 1924 г. за нуждите на семейството на архитект Желязко Рашев, когато е кмет на Стара Загора. Архитектурният ѝ вид е повлиян от характерния германски стил от началото на XX век. Над вратите и прозорците има фронтони, а над еркерите – балкони. Пространството под стрехите е декорирано със зъборез.